# Гриньків Дмитро Дмитрович
Дмитро Дмитрович Гри́ньків (11 червня 1948, с. Марківка Коломийського району Івано-Франківської області — 25 січня 2012, Коломия) Івано-Франківської області — український дисидент, засновник Спілки Української Молоді Галичини, член Української Гельсінкської Спілки, журналіст, письменник.

## Життєпис
Народився у селянській родині, батьки були причетними до національно-визвольного руху.
Після закінчивши Печеніжинської середньої школи у Дніпропетровську 1966 р. поїхав за комсомольською путівкою до Дніпропетровську. Працював слюсарями-складальником на ремонтному заводі.
З червня 1967 до листопада 1969 служив у танкових військах. У 1968 р. одружився з Галиною Сербин, того ж року став кандидатом у члени КПРС. Після демобілізації повернувся на той же завод. Згодом переїхав до Печеніжина, працював слюсарем будівельного управління № 112 у Коломиї (пізніше воно стало ПМК-67).
Від 1970 р. навчався 1970 вступив на вечірньому відділенні енергетичного факультету Івано-Франківського інституту нафти і газу (відділення знаходилося в Коломиї). Від 1971 р. — член КПРС, секретар комсомольської організації підприємства.
Переїхав до Коломиї, наймав житло в Параски та Романа Рижків, які відбули ув'язнення за участь у національно-визвольній боротьбі, та спілкувався з ними. Був занепокоэний через русифікацію освіти, колоніальний стан України. репресії проти української інтелігенції. У 1972 р. разом із однодумцями створив у Коломиї Спілку української молоді Галичини. В той же час він був головою комітету ДТСААФ підприємства, на якому працював, і мав можливість навчати стрільби членів своєї групи.
Восени 1972 р. члени Спілки поклали вінок з синьо-жовтою стрічкою до пам'ятника Олексі Довбушу в Печеніжині з нагоди річниці його загибелі.
У 1973 р. разом з іншими членами Спілки був заарештований та звинувачений у антирадянській агітації та пропаганді. Івано-Франківський обласний суд на закритому засіданні засудив його до 7 років таборів суворого режиму і трьох років заслання. Відбував покарання в таборі суворого режиму ВС-389/36 у с. Кучино (Пермська область, РФ). У 1974 р. брав участь у страйку з приводу побиття поета Степана Сапеляка.
У 1974—1975 рр. разом з групою в'язнів готував інформацію про становище у таборах і передавав її на волю, де вона публікувалася в самвидаві. У 1975 р. перейшов на статус політв'язня.
У 1976 р. підписав разом з іншими в'язнями листа до Комісії Конгресу США із закликом до перевірки виконання СРСР Гельсінських угод щодо умов життя та праці в'язнів.
На початку 1977 р. йому запропонували написати зречення від своїх поглядів, та він відмовився від цього. У 1978 р. Гриньківа перевели до Києва, потім — до Москви, де півроку тримали в ізоляції в тюрмі «Лефортово». Був помилуваний і звільнений у кінці серпня 1978.р. на клопотання дружини та матері.
Після звільнення працював у Коломиї наладчиком, згодом токарем на завод «Сільмаш».
Заснував та редагував у 1985—1989 рр. журнав «Карби гір», що виходив у самвидаві. Публікував у ньому статті про національний рух, дисидентів, їхні твори. У 1988 р. разом з В. П. Січком та П. В. Січком видав два випуски журналу «Досвітні вогні».
Був одним з організаторів УГС (1988) та УРП (1990) в Коломиї.
Під час виборчої кампанії П. Мовчана у 1990 р. видавав газету «На переломі».
У 1990—1998 рр. був депутатом Коломийської міської ради. Від 1993 р. працював у апараті міськради.
У 1999 р. закінчив Чернівецький економіко-правничий інститут.
Від 1992 р. — член Національної Спілки журналістів України. Від серпня 1999 р. — член Національної спілки письменників України.
Постановою Верховного Суду України від 9 липня 1994 р. вирок Гриньківу частково скасований за відсутністю складу злочинів, передбачених ч.2 ст. 62 і ст. 64 Кримінального кодексу УРСР.
1998 р. йому присуджена літературна премія імені Тараса Мельничука (за твори «Панас Заливаха» та «Скиби волі»); у 2002 р. — премія імені Олекси Довбуша (за збірку віршів «Молитви Довбуша»); у 2003 р. — літературна премія імені Леся Гринюка (за громадську, політичну і літературну діяльність).
У 1990—2005 рр. був головою коломийської міської організації Української республіканської партії «Собор», від 2005 р. очолював Коломийську міську організацію Всеукраїнського товариства політв'язнів і репресованих.
Жив з дружиною Галиною в м. Коломия. Подружжя мало доньок Олену (1969—2022) та Світлану (1973 р., народилася через місяць після арешту батька) і сина Петра (1980—2015).
Від 16 серпня 2005 р. — Почесний громадянин м. Коломиї (звання присвоєно «за значний особистий внесок у становлення і розбудову незалежної Української держави».

## Публікації
- Подорож з червоного у синьо-жовте: Поезії. Снятин, 1992;
- Панас Заливаха: Поезії. Коломия, 1992;
- Скиби волі: Поезії. Коломия, 1995;
- Вусатий місяченько: Поезії шаленої ночі. Коломия, 2000;
- Збур меча: Поезії. Коломия, 2004.